# 1948 في بلغاريا
فيما يلي قوائم الأحداث التي وقعت خلال عام 1948 في بلغاريا.

## رياضة
- 1 يناير – كأس بلغاريا 1948 الفائز نادي لوكوموتيف صوفيا.

## مواليد

### مارس
- 16 مارس – تومريس إينجر ممثلة تركية.

### مايو
- 27 مايو – الكسندر جي. بتروف فيزيائي بلغاري.

### يوليو
- 10 يوليو – أنجيل أنجيلوف ملاكم بلغاري.

### سبتمبر
- 17 سبتمبر – كيريل ميلانوف لاعب كرة قدم بلغاري.

## وفيات

### فبراير
- 2 أبريل – صباح الدين علي (مواليد 1907) صباح الدين علي. (22 فبراير 1907 - 2 أبريل 1948) روائي تركي وشاعر وكاتب قصص قصيرة وصحفي..

### أبريل
- 2 أبريل – صباح الدين علي (مواليد 1907) صباح الدين علي. (22 فبراير 1907 - 2 أبريل 1948) روائي تركي وشاعر وكاتب قصص قصيرة وصحفي..

### نوفمبر
- 22 نوفمبر – فخري باشا (مواليد 1868) سياسي عثماني.